# Cray XC30
XC30 — массово-параллельная мультипроцессорная суперкомпьютерная платформа, созданная компанией Cray и анонсированная 8 ноября 2012 года . Во время разработки была известна как проект Cascade. Это первый представитель суперкомпьютеров Cray, основанный на процессорах Intel Xeon и третий, основанный на гибридных технологиях, где для вычислений наряду с центральными процессорами используются графические процессоры Nvidia Tesla или вычислительные сопроцессоры Xeon Phi.
Платформа XC30 используется в суперкомпьютерах Правительства США и Швейцарского национального суперкомпьютерного центра (CSCS), занимающих соответственно 10 и 6 место на июнь 2014 года во всемирном рейтинге суперкомпьютеров Top500.

## Описание
В каждую стойку Cray XC30 входит до 384 процессоров Intel Xeon E5-2600, либо, с октября 2013 года, Intel Xeon E5-2600 V2 .
Конструктивно стойка содержит в себе три блейд-шасси, по 16 лезвий в каждом. В свою очередь, каждое лезвие содержит четыре двухпроцессорных вычислительных ноды. На ноду может устанавливаться от 32 до 128 ГБ памяти с пропускной способностью до 117 ГБ/с. Охлаждение водяное.
Для связи между узлами применяется разработанная Cray шина интерконнекта Aries. Каждый порт поддерживает полосу пропускания 12 Гбит/с при оптическом соединении между группами и 14 Гбит/с при электрическом соединении внутри групп. Шина позволяет каждому процессору иметь прямой доступ к памяти других процессоров, обеспечивает до 120 млн операций ввода/вывода в секунду, при этом обладает низкой задержкой, менее 1 микросекунды.
Так же существует модификация платформы XC30-AC. Позиционируется как более дешевая и доступная версия базовой системы. Содержит до 128 процессоров на стойку, масштабирование ограничено 8 стойками. Пиковая производительность одной стойки — 33 TFLOPS. Охлаждение воздушное.
Кроме центральных процессоров, платформа позволяет использовать для вычислений сопроцессоры Intel Xeon Phi и графичесские акселераторы Nvidia Tesla
Суперкомпьютеры XC30 работают под управлением операционной среды Cray Linux Environment, в состав которой входит ОС SUSE Linux Enterprise Server.

## Использование
Платформа получила широкое распространение в мире. В частности, применяется в исследовательском центре имени Пози Государственного объединения научных и прикладных исследований Австралии, научном суперкомпьютерном центре (CSC) Министерства образования, науки и культуры Финляндии, исследовательском вычислительном центре Министерства энергетики США в Беркли, академическом вычислительном центре (ACCMS) университета Киото в Японии, суперкомпьютерном центре университета Штутгарта (HLRS) в Германии, медицинском комплексе Hong Kong Sanatorium & Hospital (HKSH) в Китае, Университете передовой науки и технологий (JAIST) в Японии, Германской Национальной метеорологической службе (DWD), Национальной астрономической обсерватории Японии (NAOJ), институте Цузе и Ганноверском университете имени Готфрида Вильгельма Лейбница, входящих в Северогерманский суперкомпьютерный альянс (HLRN).